# アメリカ陸軍戦略大学
アメリカ陸軍戦略大学（アメリカりくぐんせんりゃくだいがく、英語: United States Army War College）は、アメリカ陸軍の教育機関で、ペンシルベニア州カーライルに2平方キロメートルのキャンパスを持っている。

## 概説
上級士官と一般市民に、上級リーダーシップと軍務へ準備するのが目的である。毎年大佐（Colonel）および中佐（Lieutenant colonel ）レベルの人たちが、入学の対象となる。
常時800人の人たちが学んでおり、半分は遠隔教育で、残りはキャンパスで行う。フルタイムでの教育では2年で、10か月かかり、終了すると戦略研究修士号（Master's degree in Strategic Studies）を授与される。入学に際しては、アメリカ陸軍指揮幕僚大学を卒業していることが必須である。
アメリカ陸軍戦略大学の歴史は1901年にさかのぼり、米西戦争で学んだ経験を生かすために、当時のセオドア・ルーズベルト大統領によって開校された。場所は当時「ワシントンの兵舎」と呼ばれ、現在はフォート・レズリー（Fort McNair）になっている歴史的な場所である。

## 参照項目
- アメリカ国防大学 (National War College)
- アメリカ海軍大学校 (Naval War College)
- アメリカ空軍大学校 (Air War College)
- アメリカ海兵隊大学校 (Marine Corps War College)